# Franz Greiter (Politiker, 1896)
Franz Greiter (* 29. Oktober 1896 in Heiligkreuz bei Hall in Tirol, Österreich-Ungarn; † 27. Juli 1978 in Innsbruck) war ein österreichischer Rechtsanwalt, Politiker und von 1951 bis 1956 Bürgermeister von Innsbruck.

## Leben und Wirken
Franz Greiter wurde am 29. Oktober 1896 als Sohn des Rechtsanwaltes Josef Greiter (1866–1957) in der Ortschaft Heiligkreuz bei Hall in Tirol geboren. Noch in jungen Jahren zog er mit seiner Familie nach Oberösterreich, wo der Vater eine Kanzlei in Wels betrieb. Im Jahre 1909 zog die Familie Greiter wieder zurück nach Tirol und ließ sich in Innsbruck nieder. Davor besuchte Franz Greiter die Volksschule in Wels und wechselte danach ans Jesuitenkolleg Stella Matutina in Feldkirch in Vorarlberg. Hier maturierte er im Jahre 1914 und begann in weiterer Folge ein Studium an der Rechtswissenschaftlichen Fakultät der Universität Innsbruck, an der er im Jahre 1920 zum Dr. iur. promovierte. Bereits im Jahr seiner Immatrikulation schloss sich Greiter am 22. Oktober 1914 der Studentenverbindung AV Austria Innsbruck (AIn) an. Schon sein Vater gehörte dieser katholischen, farbentragenden, nichtschlagenden Studentenverbindung im ÖCV an.
Bereits im März 1915 wurde der mit dem Couleurnamen Ivo auftretende Greiter zum 1. k.u.k. Tiroler Jäger Regiment einberufen, wo er bis November 1918 seinen Kriegsdienst an der Italienfront leistete. Nachdem er in italienische Kriegsgefangenschaft gekommen war, wurde er in Sizilien gefangen gehalten und kehrte erst im August 1919 aus dem Ersten Weltkrieg heim. Sein letzter militärischer Dienstgrad war der eines Oberleutnants der Reserve. Zu seinen militärischen Auszeichnungen und Ehrungen zählen das Militärverdienstkreuz mit Kriegsdekoration und Schwertern, sowie das Karl-Truppenkreuz. Nach dem Krieg beendete er, wie bereits angeführt, sein Studium der Rechtswissenschaften und schlug, wie sein Vater, eine Rechtsanwaltslaufbahn ein. Als solcher fungierte er zeitweilig unter anderem in Frohnleiten in der Steiermark, ehe er 1926 in die Kanzlei seines Vaters in Innsbruck eintrat. Sein Vater leitete diese Kanzlei bis ins hohe Alter; bis zu seinem Tode im Jahre 1957 im Alter von 90 Jahren. Zwischenzeitlich wurde beiden während des Zweiten Weltkriegs die Zulassung als Rechtsanwalt entzogen; im Frühjahr 1945 wurde das Berufsverbot wieder aufgehoben.

### Wirken in der Kommunalpolitik
Ab dem Jahre 1929 war Greiter in der Innsbrucker Kommunalpolitik aktiv, wobei er ab diesem Jahr Gemeinderat und in den Jahren 1933/34 auch Stadtrat war. Nach dem Anschluss Österreichs verlor er all seine öffentlichen Ämter und stand auf einer Liste von 60 Tiroler Persönlichkeiten, die nach dem Anschluss verhaftet werden sollten. Da diese Liste bereits vorher in der Öffentlichkeit bekannt war, hatte Greiter nach der letzten Radioansage des damaligen Bundeskanzlers Kurt Schuschnigg am Abend des 11. März 1938 noch die Zeit, einen kleinen Koffer zu packen. Am darauffolgenden Tag wurde er um etwa drei Uhr am Morgen verhaftet und verweilte 30 Tage lang in Polizeihaft in Innsbruck. Nach seiner Entlassung verbrachte er den Großteil des Zweiten Weltkrieges in Innsbruck und wurde hier im August 1944 ein weiteres Mal von der Gestapo verhaftet. Danach wurde er für zumindest zwei Monate im Lager Reichenau festgehalten. Anderen Berichten zufolge war er bei der Befreiung des Lagers durch die Amerikaner noch inhaftiert und dabei, als von den Amerikanern gefragt wurde, wer von den anwesenden Politikern zum Tode verurteilt worden war, woraufhin sich Anton Melzer meldete. Der damals 47-Jährige Melzer übernahm daraufhin provisorisch das Amt des Bürgermeisters; Greiter wurde als Vizebürgermeister gestellt.
Ab 1946 fungierte Greiter wieder als Gemeinderat und gleichzeitig auch wieder als Stadtrat in Innsbruck. Zu seinem Ressort zählten unter anderem die Innsbrucker Stadtwerke. Am 9. April 1951 wurde Greiter, als die SPÖ die stärkste Partei im Gemeinderat war, mit Hilfe des VdU zum Bürgermeister der Stadt Innsbruck gewählt. Sein Amtsvorgänger Anton Melzer bekleidete diese Position bis zu seinem Tode am 12. März 1951. In seine Amtszeit fiel unter anderem die erste Bewerbung Innsbrucks um Olympische Winterspiele, die in weiterer Folge jedoch an den Überraschungsteilnehmer Squaw Valley gingen und dort im Jahre 1960 stattfanden. Weiters fiel in seine Amtszeit auch der Abzug der französischen Truppen nach der Unterfertigung des Österreichischen Staatsvertrages am 15. Mai 1955. Sein Bürgermeisteramt hatte Greiter bis 11. Dezember 1956 inne; mit diesem Jahr endete auch die von 1945 bis 1956 durch katholische Persönlichkeiten geprägte Kommunalpolitik Innsbrucks. Alois Lugger schaffte mit einer eigenen Liste innerhalb der ÖVP eine knappe Mehrheit, woraufhin Greiter zurücktrat, jedoch weiter im Gemeinderat verblieb. 1962 schied er aus dem Gemeinderat, in dem er von 1959 bis 1962 als amtsführender Gemeinderat agierte.
Bereits im Jahre 1953 kandidierte Greiter bei den Wahlen zum Tiroler Landtag, in den er in weiterer Folge auf gewählt wurde. Daraufhin gehörte er ab 24. November 1953 der Tiroler Landtag der III. Gesetzgebungsperiode im Wahlkreis Innsbruck-Stadt an, legte aber bereits nach einem halben Jahr, am 25. Mai 1954, sein Mandat zurück. Anderen Quellen zufolge wurde ihm das Mandat  durch den Verfassungsgerichtshof aberkannt. Hans Gamper wechselte stattdessen vom Wahlkreis Mitte auf das Mandat von Greiter, ehe er am 29. Jänner 1957 selbst aus dem Landtag ausschied. Herbert Guglberger folgte daraufhin auf das Mandat Gampers und wurde ebenfalls am 25. Mai 1954 angelobt. In den Jahren 1957 bis 1968 fungierte Franz Greiter als Aufsichtsratsmitglied der Girozentrale. Von der Stadt Innsbruck erhielt Greiter den Ehrenring.
Am 27. Juli 1978 starb Greiter, der mit einer Tochter des Kunstmalers Philipp Anton Fridolin Schumacher, ebenso Mitglied der AV Austria Innsbruck, verheiratet war und mit ihr den Sohn Ivo Greiter, der ebenfalls eine Laufbahn als Rechtsanwalt einschlug und in die Kanzlei seines Vaters eintrat, hatte, 81-jährig in Innsbruck und wurde am Friedhof Wilten beerdigt.
In Innsbruck ist heute die Franz-Greiter-Promenade beim Huttererpark nach ihm benannt.